# Eppu Normaali

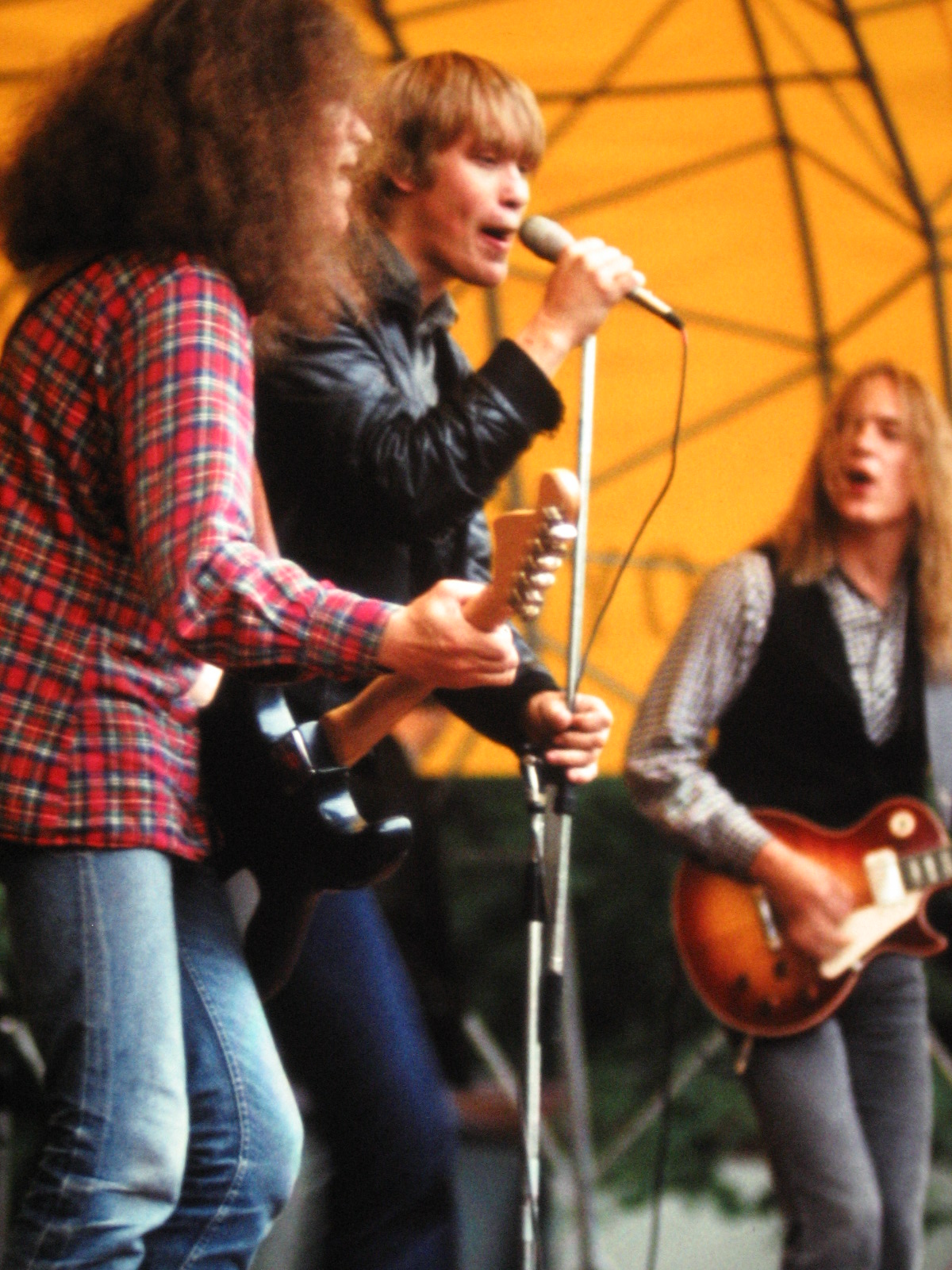
Eppu Normaali, 1980

Eppu Normaali ist eine finnische Rockgruppe aus Ylöjärvi, deren Texte in Finnisch verfasst sind.
Während die Band in Finnland über 1,5 Millionen Alben verkauft hat, Legenden-Status genießt, und alle Alben zumindest eine Goldene Schallplatte, oft auch Platin- oder Mehrfach-Platin-Auszeichnungen erhalten haben, ist sie außerhalb des finnischsprachigen Raums kaum bekannt.

## Bandgeschichte
Eppu Normaali wurde 1976 von den Brüdern Martti und Mikko Syrjä, ihrem Cousin Aku Syrjä, Juha Torvinen und Mikko Saarela gegründet. Bei einem Bandwettbewerb 1979 erregten sie die Aufmerksamkeit des bekannten Musikers Juice Leskinen. Kurz danach erhielten sie auch einen Plattenvertrag bei dem Label Poko Rekords. In den nächsten Jahren veröffentlichten sie mehrere Punk-Alben im Stil der Ramones, die ihnen gute Kritiken einbrachten. Der große Durchbruch ließ jedoch bis 1984 auf sich warten und wurde durch eine Stiländerung in Richtung AOR bewirkt. Die im neuen Stil produzierten Alben Rupisia riimejä, karmeita tarinoita (1984), Kahdeksas ihme (1985) und Valkoinen kupla (1986) wurden Hits und verkauften sich sehr gut. Zusammen brachten es die drei Alben auf insgesamt über 300.000 verkaufte Kopien in Finnland und auch die folgenden Alben wurden Erfolge.
Nach mehreren langen Touren entschied sich die Band 1989 zu einer Pause. Erst 1993 erschien Studio Etana, das trotz Verkaufszahlen von über 40.000 Stück als einziges Album seit der Stiländerung nicht mit Platin prämiert ist. Danach löste sich die Band wegen mangelnder Inspiration beinahe auf. Eine 1996 veröffentlichte Sammlung ihrer größten Hits verkaufte sich weit über 200.000 mal und ist damit noch immer auf Platz 3 der Liste der besten Alben der finnischen Charts. Die Band hörte dennoch auf Konzerte zu geben und immer öfter gab es Gerüchte einer endgültigen Auflösung.
2004 kündigte Eppu Normaali dann ein neues Album an. Im August 2004 schrieben sie mit einem Auftritt vor 30.000 Menschen im Ratina-Stadion in Tampere finnische Rockgeschichte. Im Oktober desselben Jahres erschien dann schließlich Sadan vuoden päästäkin, das gleich auf Platz 1 der finnischen Charts einstieg.
Für 2007 wurde bereits ein weiteres Album angekündigt. Mit der Vorabsingle Jokainen hetki historian hatten sie im Juli ihre erste Nummer 1 in den Single-Charts. Am 5. September 2007 erschien das Album Syvään Päähän, das auf Platz 1 in die Album-Charts einstieg.

## Diskografie

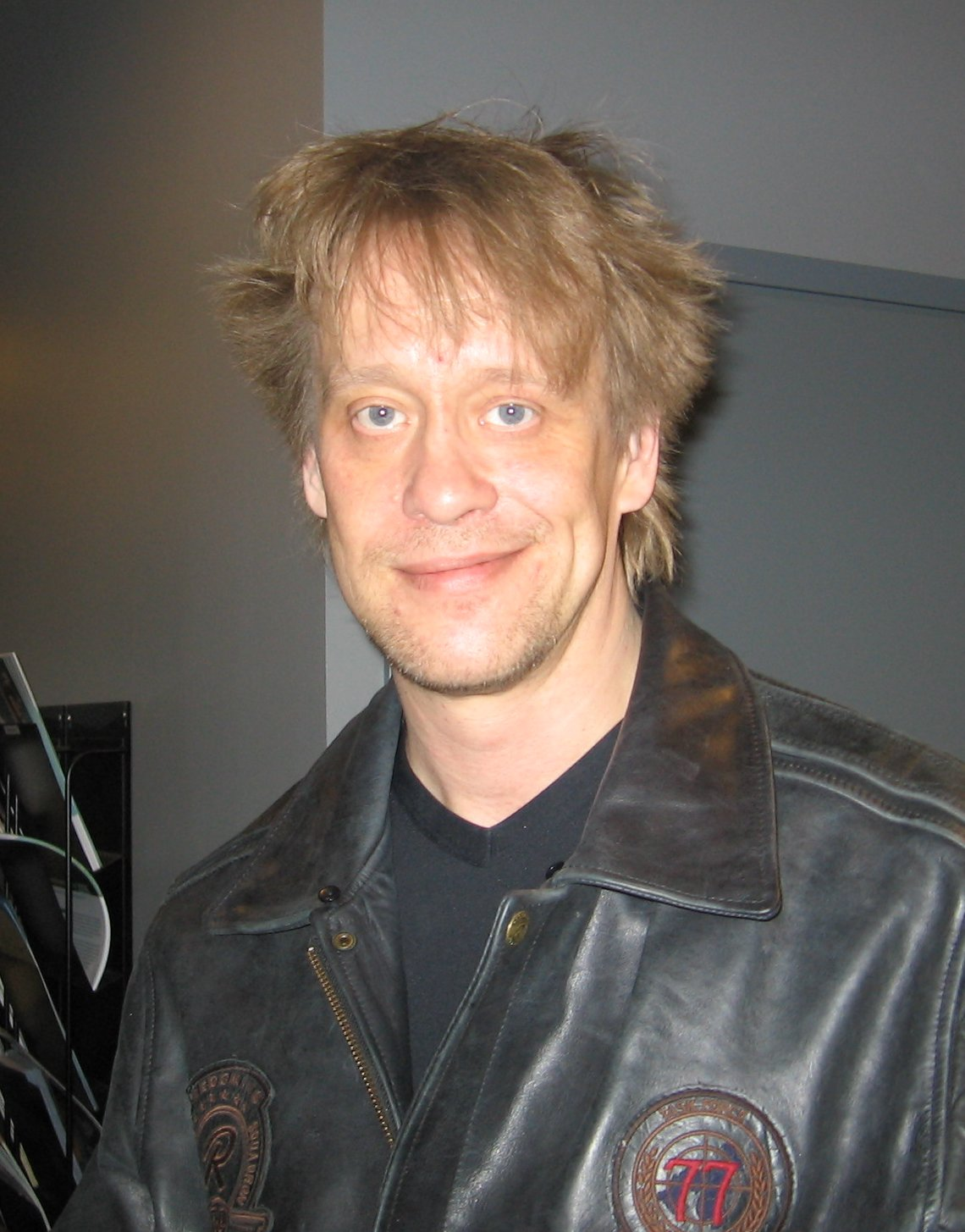
Sänger Martti Syrjä

### Alben
| Jahr | Titel Musiklabel                                 | Höchstplatzierung, Gesamtwochen, AuszeichnungChartsChartplatzierungen (Jahr, Titel, Musiklabel, Platzierungen, Wochen, Auszeichnungen, Anmerkungen) | Anmerkungen                                                                           |
| Jahr | Titel Musiklabel                                 | FI | Anmerkungen                                                                           |
| ---- | ------------------------------------------------ | --- | ------------------------------------------------------------------------------------- |
| 1978 | Aknepop Poko Rekords                             | FI21 Gold · (1 Wo.)FI | Erstveröffentlichung: Mai 1978 Charteinstieg nach Wiederveröffentlichung 2018         |
| 1979 | Maximum Jee & Jee Poko Rekords                   | FI15 Platin · (2 Wo.)FI | Erstveröffentlichung: 17. April 1979 Charteinstieg nach Wiederveröffentlichung 1999   |
| 1984 | Rupisia riimejä, karmeita tarinoita Poko Rekords | FI9 Platin · (1 Wo.)FI | Erstveröffentlichung: 28. Mai 1984 Charteinstieg nach Wiederveröffentlichung 2023     |
| 1985 | Kahdeksas ihme Poko Rekords                      | FI9 ×2Doppelplatin · (3 Wo.)FI | Erstveröffentlichung: 19. August 1985 Charteinstieg nach Wiederveröffentlichung 2005  |
| 1986 | Imperiumin vastaisku                             | FI9 Platin · (1 Wo.)FI | Erstveröffentlichung: 28. Juni 1986 Charteinstieg nach Wiederveröffentlichung 2022    |
| 1988 | Valkoinen kupla                                  | FI12 ×2Doppelplatin · (1 Wo.)FI | Erstveröffentlichung: 1. Dezember 1986 Charteinstieg nach Wiederveröffentlichung 2022 |
| 1990 | Historian suurmiehiä Poko Rekords                | FI11 Platin · (1 Wo.)FI | Erstveröffentlichung: 14. Juni 1990 Charteinstieg nach Wiederveröffentlichung 2022    |
| 1993 | Studio Etana Poko Rekords                        | FI18 Gold · (1 Wo.)FI | Erstveröffentlichung: 12. Mai 1993 Charteinstieg nach Wiederveröffentlichung 2021     |
| 2004 | Sadan vuoden päästäkin Poko Rekords              | FI1 ×2Doppelplatin · (19 Wo.)FI | Erstveröffentlichung: 29. Oktober 2004                                                |
| 2007 | Syvään päähän Poko Rekords                       | FI1 Platin · (19 Wo.)FI | Erstveröffentlichung: 5. September 2007                                               |
| 2016 | Ratina Poko Rekords                              | FI11 (4 Wo.)FI | Erstveröffentlichung: 9. Dezember 2016                                                |
| 2019 | Maximum Jee & Jee                                | FI20 (1 Wo.)FI | 40th Anniversary Release                                                              |

grau schraffiert: keine Chartdaten aus diesem Jahr verfügbar
Weitere Studioalben
- 1980: Akun tehdas (Poko Rekords, Platin)
- 1981: Cocktail Bar (Poko Rekords, Gold)
- 1982: Tie vie (Poko Rekords, Platin)
- 1983: Aku ja köyhät pojat (Poko Rekords, Gold)
- 2011: Mutala (Eppu Normaali, Gold)

### Livealben
- 1980: Elävänä Euroopassa (Poko Records, Gold)
- 1994: Onko vielä pitkä matka jonnekin? (Poko Records, Platin)

### Kompilationen
| Jahr | Titel Musiklabel                                                        | Höchstplatzierung, Gesamtwochen, AuszeichnungChartsChartplatzierungen (Jahr, Titel, Musiklabel, Platzierungen, Wochen, Auszeichnungen, Anmerkungen) | Anmerkungen                              |
| Jahr | Titel Musiklabel                                                        | FI | Anmerkungen                              |
| ---- | ----------------------------------------------------------------------- | --- | ---------------------------------------- |
| 1996 | Repullinen hittejä Poko Rekords                                         | FI1 ×3Dreifachplatin · (113 Wo.)FI | Erstveröffentlichung: 12. September 1996 |
| 2003 | Reppu 2 – toinen repullinen kuolemattomia Eppu-klassikoita Poko Rekords | FI4 Platin · (11 Wo.)FI | Erstveröffentlichung: 27. Oktober 2003   |

Weitere Kompilationen
- 1982: Pop pop pop (Poko Rekords, Gold)
- 1984: Hatullinen paskaa (Poko Rekords, B-Seiten)
- 1987: Aku, Juha, Martti ja Mikko² – soolot (Poko Rekords)
- 1987: Poko-klassikko (Poko Rekords, EP)
- 1989: Lyömättömät (Poko Rekords, Platin)
- 1990: Hatullinen paskaa / Soolot (Poko Rekords)
- 1991: Paskahatun paluu (Poko Rekords, B-Seiten der Jahre 1978–1990, Platin)
- 2003: Singlet 1978–1991 (Poko Rekords, Singles-Box)

### Singles
| Jahr | Titel Album                              | Höchstplatzierung, Gesamtwochen, AuszeichnungChartsChartplatzierungen (Jahr, Titel, Album, Platzierungen, Wochen, Auszeichnungen, Anmerkungen) | Anmerkungen                                               |
| Jahr | Titel Album                              | FI | Anmerkungen                                               |
| ---- | ---------------------------------------- | --- | --------------------------------------------------------- |
| 1979 | Pidetään ikävää Maximum Jee & Jee        | FI9 (1 Wo.)FI | Charteinstieg in FI erst nach Wiederveröffentlichung 1999 |
| 2004 | Suolaista sadetta Sadan vuoden päästäkin | FI2 Gold · (11 Wo.)FI |                                                           |
| 2004 | Ei sankariainesta Sadan vuoden päästäkin | FI2 (5 Wo.)FI |                                                           |
| 2005 | Sadan vuoden päästäkin                   | FI5 (2 Wo.)FI |                                                           |
| 2005 | Olin vain tuuli Sadan vuoden päästäkin   | FI5 (2 Wo.)FI |                                                           |
| 2007 | Jokainen hetki historian Syvään päähän   | FI1 (5 Wo.)FI |                                                           |
| 2008 | Syvään päähän                            | FI9 (1 Wo.)FI |                                                           |

grau schraffiert: keine Chartdaten aus diesem Jahr verfügbar
Weitere Singles
- 1978: Poliisi pamputtaa taas / Elviksen kuolema helmikuu (Poko Rekords, 7")
- 1978: Jee jee / Nuori poika marraskuu (Poko Rekords, 7")
- 1979: Pidetään ikävää / John Fogerty huhtikuu (Poko Rekords, 7")
- 1979: Mekin tehtiin rakkautta / Kitara ja kivääri syyskuu (Poko Rekords, 7")
- 1979: Puhtoinen lähiöni / Suuri ja mahtava joulukuu (Poko Rekords, 7")
- 1981: Warsova / Hunninkolla toukokuu (Poko Rekords, 7")
- 1982: Pannaan pannaan / Ruba (Poko Rekords, 7")
- 1982: Murheellisten laulujen maa / Pink Panther theme toukokuu (Poko Rekords, 7")
- 1983: Balladi kaiken turhuudesta / Maailma loppuu neekerikylässä kesäkuu (Poko Rekords, 7")
- 1984: Nyt reppuni jupiset riimisi rupiset / Pari kaunista riviä toukokuu (Poko Rekords, 7")
- 1984: Pimeyden tango / Esko veti ison geen lokakuu (Poko Rekords, 7")
- 1984: Pimeyden tango / Esko veti ison geen / Pari kaunista riviä lokakuu (Poko Rekords, 12")
- 1985: Kitara, taivas ja tähdet / Kivenä kengässä, kesäkuu (Poko Rekords, 7")
- 1985: Voi kuinka me sinua kaivataan / Asustelaulu marraskuu (Poko Rekords, 7")
- 1986: Vuonna ’85 / Koiralla on karvoissaan kirppuja tammikuu (Poko Rekords, 7")
- 1986: Vuonna ’85 / Koiralla on karvoissaan kirppuja / Kitara taivas ja tähdet / Pimeyden tango / Murheellisten laulujen maa / Suomi-ilmiö tammikuu (Poko Rekords, 12")
- 1987: Joka päivä ja joka ikinen yö / Musiikillishygieeninen lausunto helmikuu (Poko Rekords, 7")
- 1988: Afrikka sarvikuonojen maa / Viinaa tsat tsat tsaa toukokuu (Poko Rekords, 7")
- 1988: Näin kulutan aikaa / Niksulan väkeä lokakuu (Poko Rekords, 7")
- 1989: Rakkaus on KuuMaa / Vaikerrus D-mollissa maaliskuu (Poko Rekords, 7")
- 1990: Sydän tyhjää lyö / Hihnalla kesäkuu (Poko Rekords, 7")
- 1990: Tahroja paperilla / Puolustuksen puheenvuoro elokuu (Poko Rekords, 7")
- 1990: Tahroja paperilla / Urheiluhullu / Puolustuksen puheenvuoro elokuu (Poko Rekords, 12")
- 1991: Lensin matalalla 2 / Pissaa ja kakkaa kesäkuu (Poko Rekords, 7")
- 1993: Näinhän täällä käy / Maailman kahva toukokuu (Poko Rekords)
- 1993: Arkussa vainaan / Oppi tulee idästä / Hipit rautaa marraskuu (Poko Rekords)

### Videoalben
- 1981: Saimaa-ilmiö (VHS, Dokumentation von Aki und Mika Kaurismäki über eine Tour der Bands Eppu Normaali, Juice Leskinen Slam und Hassisen Kone auf einem Dampfschiff über das Saimaa-Seensystem)
- 1985: Video, taivas ja tähdet (VHS)
- 2005: Elävänä stadionilla (DVD, Gold)
- 2005: Video jää pystyyn (DVD, Gold)

## Trivia
Der Name der Band kommt aus dem Film Frankenstein Junior von Mel Brooks. Das Gehirn, das der Laborgehilfe entwendet hat, ist mit dem Namen Abby Normal beschriftet und eigentlich eine Warnung, dass das Gehirn abnormal sei. Abnormal ins Finnische übersetzt bedeutet epänormaali.